# Enthallopycnidium gouldiae
Enthallopycnidium gouldiae är en svampart som beskrevs av F. Stevens 1925. Enthallopycnidium gouldiae ingår i släktet Enthallopycnidium, divisionen sporsäcksvampar och riket svampar.   Inga underarter finns listade i Catalogue of Life.